# Leichtathletik-Hallenasienmeisterschaften 2008
Die 3. Leichtathletik-Hallenasienmeisterschaften fanden zwischen dem 14. und 16. Februar 2008 in der katarischen Hauptstadt Doha statt.

## Ergebnisse Männer

### 60 m
| Platz | Athlet                | Land | Zeit (s) |
| ----- | --------------------- | ---- | -------- |
| 1     | Samuel Francis        | QAT  | 6,62 CR  |
| 2     | Leung Chun Wai        | HKG  | 6,79     |
| 3     | Wjatscheslaw Murawjow | KAZ  | 6,79     |
| 4     | Omar Jouma al-Salfa   | VAE  | 6,81     |
| 5     | Muhammad Imran        | PAK  | 6,82     |
| 6     | Mohamed Farhan        | BHR  | 6,84     |
| 7     | Amir Payaho           | IRN  | 6,85     |
| 8     | Rinat Galijew         | KAZ  | 6,87     |

Finale: 14. Februar

### 400 m
| Platz | Athlet                    | Land | Zeit (s) |
| ----- | ------------------------- | ---- | -------- |
| 1     | Liu Xiaosheng             | CHN  | 47,82 CR |
| 2     | Sergei Saikow             | KAZ  | 48,12    |
| 3     | Ali Shirook               | VAE  | 48,24 NR |
| 4     | Mohd Zainal Abidin Zaiful | MAS  | 48,43 NR |
| 5     | Yonas al-Hosah            | KSA  | 48,97    |
| 6     | Jukkatip Pojaroen         | THA  | 50,05    |

Finale: 15. Februar

### 800 m
| Platz | Athlet                | Land | Zeit (min)  |
| ----- | --------------------- | ---- | ----------- |
| 1     | Yusuf Saad Kamel      | QAT  | 1:48,03 =CR |
| 2     | Ehsan Mohajer Shojaei | IRN  | 1:48,68     |
| 3     | Masato Yokota         | JPN  | 1:49,30     |
| 4     | Rajeev Ramesan        | IND  | 1:49,46 NR  |
| 5     | Abubaker Ali Kamal    | QAT  | 1:49,86     |
| 6     | Sajeesh Joseph        | IND  | 1:50,10     |

Finale: 16. Februar

### 1500 m
| Platz | Athlet             | Land | Zeit (min) |
| ----- | ------------------ | ---- | ---------- |
| 1     | Daham Najim Bashir | QAT  | 3:44,04 CR |
| 2     | Chatholi Hamza     | IND  | 3:41,18 NR |
| 3     | Abubaker Ali Kamal | QAT  | 3:42,50    |
| 4     | Fumikazu Kobayashi | JPN  | 3:49,77    |
| 5     | Daham Najim Bashir | QAT  | 3:50,65    |
| 6     | Sergei Pakura      | KGZ  | 3:57,63    |

Finale: 12. Februar

### 3000 m
| Platz | Athlet              | Land | Zeit (min) |
| ----- | ------------------- | ---- | ---------- |
| 1     | Sultan Khamis Zaman | QAT  | 7:49,31    |
| 2     | Surenda Singh       | IND  | 7:49,47 NR |
| 3     | James Kwalia        | QAT  | 7:50,76    |
| 4     | Felix Kibore        | QAT  | 7:52,20    |
| 5     | Sandip Kumar        | IND  | 8:01,28    |

16. Februar

### 60 m Hürden
| Platz | Athlet                 | Land | Zeit (s) |
| ----- | ---------------------- | ---- | -------- |
| 1     | Ji Wei                 | CHN  | 7,79 CR  |
| 2     | Abdul Rashid           | PAK  | 7,98     |
| 3     | Muhammad Sajjad        | PAK  | 8,01     |
| 4     | Rayzam Shah Wan Sofian | MAS  | 8,01     |
| 5     | Sami Ahmed al-Yamdar   | KSA  | 8,05     |
| 6     | Ahmed al-Muwallad      | KSA  | 8,05     |
| 7     | Nasar Muchametschan    | KAZ  | 8,06     |
| 8     | Fawaz al-Shammari      | KUW  | 8,07     |

Finale: 15. Februar

### 4 × 400-m-Staffel
| Platz | Land          | Athleten                                                                      | Zeit (s)   |
| ----- | ------------- | ----------------------------------------------------------------------------- | ---------- |
| 1     | Saudi-Arabien | Yonas al-Hosah Ali al-Deraan Ismail al-Sabiani Edrees Hawsawi                 | 3:14,25 CR |
| 2     | Indien        | V. B. Bineesh Gurvinder Pal Singh Virender Kumar Pankaj Thannickkal Aboobcker | 3:16,53    |
| 3     | Katar         | Mohamed Sagayroon Adam Ali Musaeb Abdulrahman Balla Azmy Sulaiman             | 3:17,93 NR |

16. Februar

### Hochsprung
| Platz | Athlet               | Land | Höhe (m) |
| ----- | -------------------- | ---- | -------- |
| 1     | Sergei Sassimowitsch | KAZ  | 2,24 CR  |
| 2     | Majd Eddin Ghazal    | SYR  | 2,21     |
| 3     | Rashid al-Mannai     | QAT  | 2,18     |
| 4     | Jean-Claude Rabbath  | LBN  | 2,18     |
| 5     | Wang Chen            | CHN  | 2,18     |
| 6     | Naoyuki Daigo        | JPN  | 2,14     |
| 7     | Salem al-Anezi       | KUW  | 2,10     |
| 8     | Salem Nasser Bakheet | BHR  | 2,05     |

14. Februar

### Stabhochsprung
| Platz | Athlet          | Land | Höche (m) |
| ----- | --------------- | ---- | --------- |
| 1     | Daichi Sawano   | JPN  | 5,45      |
| 2     | Takafumi Suzuki | JPN  | 5,35      |
| 3     | Leonid Andreyev | UZB  | 5,35      |
| 4     | Mohsen Rabbani  | IRN  | 4,90      |
| 5     | Ali al-Sabagha  | KUW  | 4,90      |
|       | Daej al-Saqai   | KSA  | NMH       |

15. Februar

### Weitsprung
| Platz | Athlet                      | Land | Weite (m)  |
| ----- | --------------------------- | ---- | ---------- |
| 1     | Mohamed Salman al-Khuwalidi | KSA  | 8,24 CR AR |
| 2     | Saleh al-Haddad             | KUW  | 7,88 NR    |
| 3     | Hussein al-Sabee            | KSA  | 7,72       |
| 4     | Yōhei Sugai                 | JPM  | 7,70       |
| 5     | Konstantin Safronow         | KAZ  | 7,56       |
| 6     | Su Xiongfeng                | CHN  | 7,56       |
| 7     | Gao Hongwei                 | CHN  | 7,52       |
| 8     | Chao Chih-chien             | TPE  | 7,24       |

16. Februar

### Dreisprung
| Platz | Athlet                | Land | Weite (m) |
| ----- | --------------------- | ---- | --------- |
| 1     | Roman Walijew         | KAZ  | 16,32     |
| 2     | Amarjeet Singh        | IND  | 16,24 NR  |
| 3     | Theerayut Philakong   | THA  | 16,04     |
| 4     | Wu Bo                 | CHN  | 16,04     |
| 5     | Jewgeni Ektow         | KAZ  | 15,98     |
| 6     | Mohamed Yusuf Salman  | BHR  | 15,78 NR  |
| 7     | Jamal Fakhri al-Qasim | KSA  | 15,10     |

15. Februar

### Kugelstoßen
| Platz | Athlet                | Land | Weite (m) |
| ----- | --------------------- | ---- | --------- |
| 1     | Ahmad Gholoum         | KUW  | 18,55 CR  |
| 2     | Om Prakash Karhana    | IND  | 18,37     |
| 3     | Yao Yongguang         | CHN  | 18,16     |
| 4     | Grigoriy Kamulya      | UZB  | 17,84     |
| 5     | Satyender Kumar Singh | IND  | 17,62     |
| 6     | Mashari Mohammad      | KUW  | 17,61     |
| 7     | Mohamad Amine         | QAT  | 16,62     |
| 8     | Rashid al-Emeqbali    | KUW  | 16,45     |

16. Februar

### Siebenkampf
| Platz | Athlet          | Land | Punkte   |
| ----- | --------------- | ---- | -------- |
| 1     | P. J. Vinod     | IND  | 5561 =NR |
| 2     | Hadi Sepehrzad  | IRN  | 5515 NR  |
| 3     | Hiromasa Tanaka | JPN  | 5306     |
| 4     | Vitaliy Smirnov | UZB  | 5085     |
| 5     | Ram Niwas       | IND  | 4597     |
|       | Pawel Dubizki   | KAZ  | DNF      |

15./16. Februar

## Ergebnisse Frauen

### 60 m
| Platz | Athletin              | Land | Zeit (s)   |
| ----- | --------------------- | ---- | ---------- |
| 1     | Ruqaya al-Ghasra      | BHR  | 7,40 CR NR |
| 2     | Wang Yingju           | CHN  | 7,47       |
| 3     | Nongnuch Sanrat       | THA  | 7,49       |
| 4     | Sangwan Jaksunin      | THA  | 7,64       |
| 5     | Wan Kin Yee           | HKG  | 7,71       |
| 6     | Faten Abdulnabi Mahdi | BHR  | 7,73       |
| 7     | Chan Ho Yee           | HKG  | 7,91       |
| 8     | Anastassija Soprunowa | KAZ  | 7,77       |

Finale: 14. Februar

### 400 m
| Platz | Athletin           | Land | Zeit (s)    |
| ----- | ------------------ | ---- | ----------- |
| 1     | Ruqaya al-Ghasra   | BHR  | 53,28 CR NR |
| 2     | Marina Masljonko   | KAZ  | 53,38       |
| 3     | Mandeep Kaur       | IND  | 54,28       |
| 4     | Anna Gawrjuschenko | KAZ  | 54,87       |
| 5     | Manjeet Kaur       | IND  | 56,20       |
| 6     | Galina Pedan       | KGZ  | 57,02       |

Finale: 15. Februar

### 800 m
| Platz | Athletin            | Land | Zeit (min)    |
| ----- | ------------------- | ---- | ------------- |
| 1     | Sinimole Paulose    | IND  | 2:03,43 CR NR |
| 2     | Sushma Devi         | IND  | 2:05,66       |
| 3     | Margarita Mazko     | KAZ  | 2:04,85       |
| 4     | Ayako Jinnouchi     | JPN  | 2:05,66       |
| 5     | Wiktorija Jalowzewa | KAZ  | 2:06,00       |
| 6     | Liu Qing            | CHN  | 2:07,26       |

16. Februar

### 1500 m
| Platz | Athletin             | Land | Zeit (min)    |
| ----- | -------------------- | ---- | ------------- |
| 1     | Sinimole Paulose     | IND  | 4:15,42 CR NR |
| 2     | Sushma Devi          | IND  | 4:21,78       |
| 3     | Sara Bakheet Youssef | BHR  | 4:26,70       |
| 4     | Angham Jabbar        | IRQ  | 4:43,31       |

14. Februar

### 3000 m
| Platz | Athletin             | Land | Zeit (min)    |
| ----- | -------------------- | ---- | ------------- |
| 1     | Preeja Sreedharan    | IND  | 9:12,26 CR NR |
| 2     | Kavita Raut          | IND  | 9:26,01       |
| 3     | Sara Bakheet Youssef | BHR  | 9:40,47       |

15. Februar

### 60 m Hürden
| Platz | Athletin              | Land | Zeit (s) |
| ----- | --------------------- | ---- | -------- |
| 1     | Liu Jing              | CHN  | 8,31 CR  |
| 2     | Anastassija Soprunowa | KAZ  | 8,34     |
| 3     | Leelavathi Veerappan  | IND  | 9,21     |

15. Februar

### 4 × 400-m-Staffel
| Platz | Land       | Athletinnen                                                                 | Zeit (min)    |
| ----- | ---------- | --------------------------------------------------------------------------- | ------------- |
| 1     | Indien     | Mandeep Kaur Manjeet Kaur Sini Jose Chitra Soman                            | 3:37,36 CR AR |
| 2     | Kasachstan | Tatjana Asarowa Marina Masljonko Wiktorija Jalowzewa Anna Gawrjuschenko     | 3:38,10       |
| 3     | Thailand   | Jutamass Tawoncharoen Saowalee Kaewchuay Kunya Harnthong Treewadee Yongphan | 3:43,22       |

16. Februar

### Hochsprung
| Platz | Athletin             | Land | Höhe (m) |
| ----- | -------------------- | ---- | -------- |
| 1     | Tatjana Jefimenko    | KGZ  | 1,91     |
| 2     | Anna Ustinowa        | KAZ  | 1,91     |
| 3     | Jekaterina Jewsejewa | KAZ  | 1,88     |
| 4     | Sahana Kumari        | IND  | 1,80     |
| 5     | Zhao Wei             | CHN  | 1,80     |

16. Februar

### Stabhochsprung
| Platz | Athletin        | Land | Höche (m) |
| ----- | --------------- | ---- | --------- |
| 1     | Ikuko Nishikori | JPN  | 4,10      |
| 2     | Roslinda Samsu  | MAS  | 4,10      |
| 3     | Takayo Kondō    | JPN  | 4,10      |
|       | Rachel Yang     | SGP  | NMH       |

14. Februar

### Weitsprung
| Platz | Athletin           | Land | Weite (m) |
| ----- | ------------------ | ---- | --------- |
| 1     | Chen Yaling        | CHN  | 6,39      |
| 2     | Anju Bobby George  | IND  | 6,38      |
| 3     | Maliakhal Prajusha | IND  | 6,09      |
| 4     | Fadwa al-Bouza     | SYR  | 5,56      |
| 5     | Amina al-Malki     | QAT  | 3,60      |

14. Februar

### Dreisprung
| Platz | Athletin          | Land | Weite (m) |
| ----- | ----------------- | ---- | --------- |
| 1     | Olga Rypakowa     | KAZ  | 14,23 CR  |
| 2     | Li Qian           | CHN  | 13,76     |
| 3     | Liu Yanan         | CHN  | 13,39     |
| 4     | Jelena Parfjonowa | KAZ  | 13,30     |
| 5     | Thitima Muangjan  | THA  | 12,98     |
| 6     | Fadwa al-Bouza    | SYR  | 12,14     |
| 7     | Kulwinder Kaur    | IND  | 11,32     |

14. Februar

### Kugelstoßen
| Platz | Athletin            | Land | Weite (m) |
| ----- | ------------------- | ---- | --------- |
| 1     | Gong Lijiao         | CHN  | 18,12 CR  |
| 2     | Iolanta Uljewa      | KAZ  | 15,99     |
| 3     | Juttaporn Krasaeyan | THA  | 14,73     |
| 4     | Zeenat Parveen      | PAK  | 13,03     |
| 5     | Asma Khalifa Bouali | BHR  | 09,65 NR  |
| 6     | Maryam Johar        | QAT  | 09,41     |
| 7     | Amina al-Mannai     | QAT  | 07,42     |

14. Februar

### Fünfkampf
| Platz | Athletin             | Land | Punkte  |
| ----- | -------------------- | ---- | ------- |
| 1     | Irina Naumenko       | KAZ  | 4235    |
| 2     | Wassana Winatho      | THA  | 4184 NR |
| 3     | Olga Lapina          | KAZ  | 4168    |
| 4     | J. J. Shobha         | IND  | 3860 NR |
| 5     | Leelavathi Veerappan | IND  | 3447    |
| 6     | Rania al-Qabali      | JOR  | 2426 NR |

14. Februar

## Medaillenspiegel
| Medaillenspiegel | Medaillenspiegel             | Medaillenspiegel | Medaillenspiegel | Medaillenspiegel | Medaillenspiegel |
| Platz            | Land                         | Gold             | Silber           | Bronze           | Gesamt           |
| ---------------- | ---------------------------- | ---------------- | ---------------- | ---------------- | ---------------- |
| 01               | Indien                       | 5                | 9                | 3                | 17               |
| 02               | Volksrepublik China          | 5                | 2                | 2                | 9                |
| 03               | Kasachstan                   | 4                | 6                | 4                | 14               |
| 04               | Katar                        | 3                | 0                | 4                | 7                |
| 05               | Bahrain                      | 3                | 0                | 2                | 5                |
| 06               | Japan                        | 2                | 1                | 3                | 6                |
| 07               | Saudi-Arabien                | 2                | 0                | 1                | 3                |
| 08               | Kuwait                       | 1                | 1                | 0                | 2                |
| 09               | Kirgisistan                  | 1                | 0                | 0                | 1                |
| 10               | Iran                         | 0                | 2                | 0                | 1                |
| 11               | Thailand                     | 0                | 1                | 4                | 5                |
| 12               | Pakistan                     | 0                | 1                | 1                | 2                |
| 13               | Hongkong                     | 0                | 1                | 0                | 1                |
| 13               | Malaysia                     | 0                | 1                | 0                | 1                |
| 13               | Syrien                       | 0                | 1                | 0                | 1                |
| 13               | Usbekistan                   | 0                | 0                | 1                | 1                |
| 13               | Vereinigte Arabische Emirate | 0                | 0                | 1                | 1                |
| Gesamt           | Gesamt                       | 26               | 26               | 26               | 78               |